# Tenampa
Tenampa är en kommun i Mexiko.   Den ligger i delstaten Veracruz, i den sydöstra delen av landet, 240 km öster om huvudstaden Mexico City.
Följande samhällen finns i Tenampa:
- Colonia San José
- Santa Rita
- El Recreo
- Xopilapa
- La Reforma
- Colonia Ejidal Benito Juárez